# ロルクズ・ドリフトの戦い
ロルクズ・ドリフトの戦い（英語: Battle of Rorke's Drift）は、1879年1月22日から23日にかけて行われたズールー戦争中の戦闘の一つである。イサンドルワナの戦いでイギリス軍を破ったズールー戦士約3000 - 4000名がロルクズ・ドリフトの伝道所跡に築かれた砦のイギリス軍守備隊を襲いかかったことで、起こった。イギリス軍守備隊は、圧倒的に不利な兵力にもかかわらず奮闘し、2日間持ちこたえ、イギリス軍の増援が到着したためズールー軍は撤退した。この戦いののちに守備隊のイギリス兵11名がヴィクトリア十字章を授与されたことで有名な戦いである。